# Ceremonia de clausura de los Juegos Olímpicos de Barcelona 1992
La ceremonia de clausura de los Juegos Olímpicos de Barcelona 1992, XXV Olimpiada de la historia moderna se celebró el día 9 de agosto de 1992 en el renovado e histórico; Estadio Olímpico Lluís Companys.

## Serie de eventos durante la ceremonia[1][2]
- A las 22.00 h.: entraron al palco del estadio olímpico S.M. los Reyes de España y S.A.R. el Príncipe de Asturias mientras se escuchaba el himno de Cataluña, Els Segadors y a continuación el himno nacional de España. En el palco ya se encontraban SS.AA.RR. la condesa de Barcelona y las infantas Elena, Cristina y Pilar. Instantes después da comienzo una alegre fanfarria, compuesta por Josep María Bardagí, con El Tricicle como protagonista en una parodia del maratón.

- A las 22.06 h.: la sección montada de la Guardia Urbana de Barcelona de gala a los sones de Joaquín Rodrigo.

- A las 22.16 h.: 9 bailarines de la compañía de Cristina Hoyos realizan un baile con la música de El amor brujo de Manuel de Falla. Después 2 bailarines junto con Cristina Hoyos bailan la Danza del Fuego.

- A las 22.25 h.: se realiza la entrada de todas las banderas de los países participantes al son de la música del Himno a la Alegría.

- A las 22.35 h.: se izan las banderas de Grecia y de los Estados Unidos y se interpretan los himnos de Grecia, cuna del Olimpismo antiguo; y de los Estados Unidos, que albergaría los Juegos Olímpicos de 1996.

- A las 22.39 h.: se pronuncian los discursos de clausura de Pasqual Maragall, alcalde de Barcelona y presidente del COOB, y Juan Antonio Samaranch, presidente del COI.

- A las 22.50 h.: se realiza el cambio de mando, en el cual, el alcalde de Barcelona Pasqual Maragall entrega la bandera olímpica al alcalde de Atlanta, Maynard Jackson y se retiran las banderas de todos los países participantes.

- A las 22.55 h.: la ciudad de Atlanta hace su presentación como ciudad sede de la siguiente olimpiada mostrando un poco de sus costumbres y presenta a la nueva mascota olímpica.

- A las 23.02 h.: se baja la bandera olímpica al son del Himno Olímpico cantado por Plácido Domingo.

- A las 23.06 h.: el violonchelista Lluis Claret y la soprano Victoria de los Ángeles despiden la llama olímpica que se va apagando lentamente con la música de "El cant dels ocells".

- A las 23.11 h.: Els Comediants, con 700 actores, escenifican una gran fiesta de fuego con planetas, estrellas, monstruos, personajes fantásticos y fuegos artificiales.

- A las 23.25 h.: Josep Carreras y Sarah Brightman cantan juntos Amigos para siempre.

- A las 23.28 h.: un barco en forma de papel surca el estadio olímpico con Cobi como pasajero. Empieza el viaje del adiós.

- A las 23.34 h.: los fuegos artificiales iluminan todo el recinto mientras se escucha la música de Carles Santos. Tras esto, entran al estadio los atletas que participaron en la XXV Olimpiada.

- A las 23.45 h.: la rumba despide la fiesta. Los Amaya, Peret y Los Manolos interpretan 13 de sus éxitos. La canción "Gitana Hechicera", de Peret, es cantada por todos. Durante la actuación miles de atletas se suben al escenario y desde megafonía se les pide que bajen ya que puede ser peligroso.

## Himnos
- Himno Nacional de Cataluña
- Himno Nacional de España
- Himno de Grecia
- Himno Olímpico
- Himno de Estados Unidos